# منتخب فرنسا لكرة السلة 3x3
منتخب فرنسا لكرة السلة 3x3 هو منتخب فرنسا الوطني في رياضة كرة السلة 3×3، يدار من قبل الاتحاد الفرنسي لكرة السلة.